# Sirota kazanskaja
Sirota kazanskaja (Сирота казанская) è un film del 1997 diretto da Vladimir Maškov.

## Trama
Il film racconta di una giovane insegnante Nastja, che dopo la morte di sua madre decide di pubblicare la sua lettera non inviata a uno sconosciuto Pavel. E all'improvviso tre Pavel compaiono contemporaneamente nel villaggio...